# 石坂徳誼
石坂徳誼（いしざか とくぎ、生没年不詳）は、江戸時代後期の旗本。八王子千人同心の千人頭石坂家10代目当主。八王子千人同心9人の千人頭の一家。剣術は太平真鏡流。